# Stribeck-Kurve

Stribeck-Kurve mit Reibung µ über Geschwindigkeit v

Die Stribeck-Kurve beschreibt den Verlauf der Reibkraft in Abhängigkeit von der Reibgeschwindigkeit im Falle hydrodynamischer Reibung. Sie ist nach dem deutschen Forscher Richard Stribeck benannt, der sich u. a. mit Problemen der Werkstoffhärte und der Wellenlagerung beschäftigte und diese Kurve 1902 veröffentlichte.

## Eigenschaften
Wesentliche Bereiche der Stribeck-Kurve sind:
- Haftreibung (v=0)
- Grenzreibung (1 im Diagramm)
- Mischreibung (2  im Diagramm)
- Flüssigkeitsreibung (3 im Diagramm)

Findet keine Relativbewegung statt, so herrscht Haftreibung. Sobald eine Kraft angreift, die größer als die Haftreibungskraft FH ist, brechen die Kontaktstellen auf und es beginnt die Relativbewegung. Die Reibung ist hoch und zunächst wenig abhängig von der Geschwindigkeit, solange an den sich neu ausbildenden Kontaktstellen die Moleküle des Schmierstoffs vollständig verdrängt werden können – es herrscht Festkörper- oder Grenzreibung. Ist das bei höheren Relativgeschwindigkeiten nicht mehr der Fall, trennen also selbst an den Rauheitshügeln zumindest einige Moleküle des Schmierstoffs den Grundkörper vom Gegenkörper, so sinkt die Reibung drastisch. Die Reibung innerhalb des Schmierfilms (hydrodynamische bzw. elasto-hydrodynamische Reibung) steigt etwa linear mit der Geschwindigkeit an (III). Der Übergang von der Mischreibung zur Flüssigkeitsreibung wird als Ausklinkpunkt bezeichnet. Grundsätzlich ist der Verschleiß im Bereich der Flüssigkeitsreibung am geringsten.